# Пачворк
Пачворк (енгл. Patchwork) или „рад од комадића” је облик декоративног шивења и спајање комада тканине у већи дизајн који се обично заснива на понављајућим узорцима направљеним од различитих облика и боја тканине. Ови облици су пажљиво измерени и изрезани, а основни геометријски облици олакшавају њихово састављање.

## Примена
Пачворк се најчешће користи за израду покривача, као и тепиха, торби, зидних украса, јакни, јастучница, сукања, прслука и других одевних предмета. Неки текстилни уметници често комбинују пачворк са везом и другим облицима шивења.
Када се користи за израду покривача, већи пачворк постаје "врх" трослојног покривача, средњи слој је памук или вата, а доњи слој подлога. 

## Историја
Докази о пачворку - састављању малих комада тканине како би се створио већи комад - и о шивењу слојева текстилних тканина пронађени су кроз историју. Стари Египћани су крпице користили за одећу, зидне декорације, драперије и намештај са најстаријим приказима од пре 5.500 година (3.400 пре нове ере). Прича се да је кинески пачворк започео цар Лиу Ју из династије Лиу Сонг. Најранији сачувани комади датирани су из раног средњег века где су се користили слојеви прошивене тканине у изради оклопа што је чувало војнике топлима и заштићенима. Јапански оклоп прављен је на сличан начин.
Користећи ову технику, покривач је почео да се појављује у домаћинствима од 11. до 13. века. Како је европска клима у то време постајала све хладнија, учесталост употребе креветних покривача је порасла па се тако развила пракса украшавања једноставне тканине стварањем узорка и дизајна. Традицију израде покривача на овај начин ходочасници су однели у Америку.

### Сједињене Америчке Државе
Израда пачворка се проширила током Велике депресије као начин да се истрошена одећа рециклира у топле покриваче. Чак и врло мали и истрошени комади материјала погодни су за употребу у пачворку иако данас мајстори чешће користе нове тканине од 100% памука као основу за свој дизајн. У САД је израда пачворка опала након Другог светског рата, али је поново оживљен током америчке двестогодишњице. У прошлости се ручно шивење често радило у групи око оквира. Уместо прешивања, слојеви се понекад у правилним размацима повезују комадима предива, што је пракса позната као везивање или везање чворова.

#### Популарност
Истраживање пачворка у Америци из 2003. године проценило је укупну вредност америчке индустрије шивења пачворка на 2,7 милијарди долара. Међународне изложбе покривача привлаче хиљаде посетилаца док се многобројне мање изложбе одржавају сваког викенда у локалним регијама. Активних заједница има и на интернету; стотине књиге и часописa на ту тему излазе сваке године; постоји много активних локалних цехова и продавница и у разним земљама. Уметност пачворка успостављен је као истински уметнички медиј са радовима који се продају за хиљаде долара компанијама и галеријама. Историчари и оцењивачи покривача поново процењују наслеђе традиционалних и старинских покривача док колекционари и музеји за велике своте купују врхунске примере антиквитета. Америчка група за проучавање покривача активна је у промовисању истраживања о историји израде пачворк покривача.

### Азија
У индијском шивењу ћебади коришћење различитих малих комада тканине је уметност. У индијској држави Карнатаки позната је као Каудхи. Таква ћебад се дају на поклон новорођеним бебама. Племена Ламбани носе сукње са елементима такве уметности.
Пачворк се такође ради у разним деловима Пакистана, посебно у региону Синдх, где га зову ralli.  Пакистански прекривачи рали познати су по целом потконтиненту као и на западу, где добијају међународно признање иако се стварају већ хиљадама година.
Пчворк је такође уобичајен у Азербејџану где се назива курама.

### Египат
Историја пачворка датира још од 980. године пре нове ере. Пачворк су рани Египћани користили на одећи и зидовима. Најранији сачувани комади датирају из средњег века. Египатска краљица Еси-Мем-Кев која је живела око 980. године пре нове ере користила је погребну надстрешницу од пачворка. Још један пример пачворка у Египту је изрезбарена фигура од слоноваче откривена 1903. Био је то фараон из прве египатске династије, око 3400. године пре нове ере.

## Структура
Постоје три традиционалне структуре које се користе за израду пачворка: блок, свеукупан рад и уметање трака. Традиционални пачворк има идентификациона имена заснована на распореду боја и облика.

### Блокови
Пачворк блокови су квадрати у различитим бојама које понављају одређене облике да би се направио узорак унутар квадрата или блока, на пример, светлих и тамних или контрастних боја (мотив). Блокови могу понављати исти образац или могу имати неколико различитих узорака. Величина блоковa је обично 52-65 cm². Шију се у слагане редове како би направили већу композицију. Често траке од контрастног материјала које граде решетку одвајају блокове један од другог. Неки уобичајени називи блокова су Брвнара, Пијанчева стаза, Медвеђа шапа, Тулипан и Девет закрпа.
Јединствен облик пачворк покривача је луди покривач који је био популаран током викторијанске ере (друга половина 19. века). Луди покривач састоји се од случајних облика луксузне тканине, попут баршуна, свиле или броката и дугмади, чипке и других украса који су остали од хаљина. Пачворк делови су спојени да направе „луде“ или непоновљиве, асиметричне композиције. Фантастичан вез украшава линије шавова између појединачних, исечених облика. Луди покривач био је статусни симбол јер су само добростојеће жене могле да га приуште. Традиционално врх је остављан без средњег или доњег дела. 

### Комбиновани
Комбиновани (Overall) пачворк дизајни су постепено састављени геометријски облици који праве већи случајни или сложени дизајн. Обојени облици могу се насумично наслагати или следити строг редослед да би се створио одређени ефекат, нпр. шаховска табла. 
Округли комади настали резањем круга тканине, скупљањем ивица шавом и чврстим затварањем познати су као Сафолк у Уједињеном Краљевству због вуне Сафолк која се користи. У Сједињеним Државама делови се називају јо-јо. Датум настанка ове врсте није познат, али је био популаран током Велике депресије и након Другог светског рата.  Ови округли комади могу се спојити шавовима са стране како би се пуфне спојиле. Могу се користити комадићи отпада или се боје могу ускладити у шаре.

### Уметање трака
Спајање трака укључује спајање комада тканине у понављајућим узорцима у дугачке траке, а затим спајање трака по дужини. Траке могу да имају контрастне боје. Типичан покривач у овом дизајну је узорак Четири комадића.